# Cephaloziineae
Cephaloziineae, podred jetrenjarki, dio reda Jungermanniales. Opisan je 1972.

## Porodice
- - Adelanthaceae Grolle
  - Anastrophyllaceae L. Söderstr., De Roo & Hedd.
  - Cephaloziaceae Mig.
  - Cephaloziellaceae Douin
  - Lophoziaceae Cavers
  - Scapaniaceae Mig.